# Pacific Ocean Blue
Pacific Ocean Blue è il primo (ed unico) album da solista di Dennis Wilson dei Beach Boys, pubblicato nel 1977 dalla Caribou Records.

## Il disco

### Origine e storia

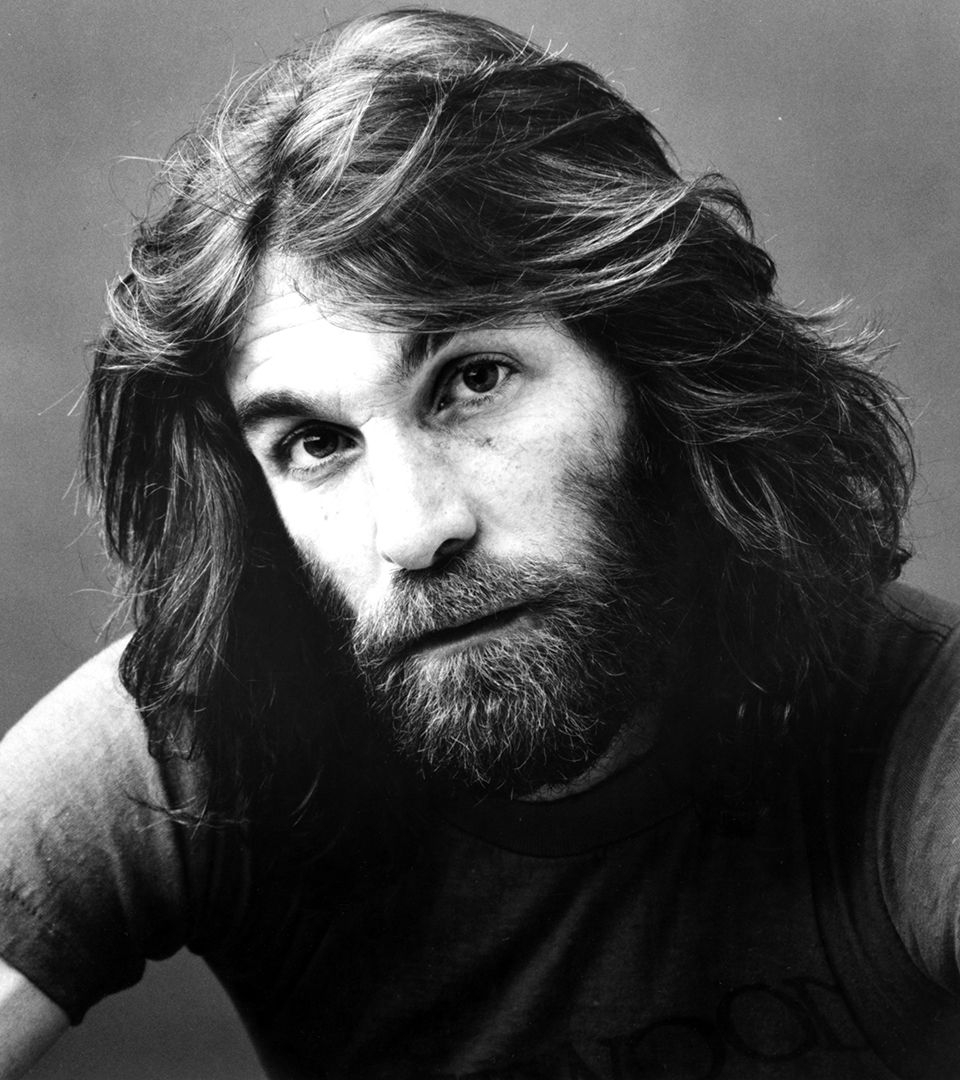
Dennis Wilson nel 1982

A partire dal 1970, dopo svariati tentativi di pubblicare il suo progetto da solista, Wilson registrò la maggior parte del materiale di Pacific Ocean Blue nei mesi tra la fine del 1976 e la primavera dell'anno successivo. Ricordando il tempo che Wilson passò lavorando sull'album, il co-produttore Gregg Jakobson disse: «Accadde quando finalmente riuscì ad accettarsi pienamente come artista. Brian gli aveva mostrato gli accordi al piano, ma più egli diventava abile, più la musica che creava non era meramente derivativa da quella di Brian. Avere un proprio studio di registrazione, aiutò tremendamente. Con un piccolo incoraggiamento, e gli strumenti adatti, Dennis ce la fece».

### Pubblicazione e accoglienza
Grazie a Pacific Ocean Blue, Dennis Wilson diventò il primo membro dei The Beach Boys a pubblicare un proprio album solista. Pubblicato nell'agosto 1977, Pacific Ocean Blue ricevette recensioni generalmente abbastanza favorevoli. Il disco venne lodato a lungo dal fratello maggiore Brian Wilson, ma nel corso di un'intervista del 2008 con Pitchfork Media, inaspettatamente Brian negò addirittura di essere a conoscenza che Dennis avesse mai pubblicato un album da solista. L'album raggiunse la posizione numero 94 negli Stati Uniti, restando in classifica per 12 settimane, vendendo circa 300 000 copie.

### Bambu
Nonostante Dennis avesse in mente di dare un seguito all'album con un disco che avrebbe dovuto intitolarsi Bambu, il suo costante declino fisico e l'abuso di sostanze stupefacenti unito ai suoi problemi personali non resero possibile il completamento dell'opera, che rimase solo un progetto incompiuto, tramontato definitivamente con la morte di Wilson, avvenuta per annegamento nel dicembre 1983.
Ristampato in formato CD nel 1991 dalla Caribou/CBS Records, Pacific Ocean Blue andò fuori catalogo solo dopo un anno a causa di problemi legati ai detentori del copyright; l'album fu introvabile per circa una quindicina d'anni. Le copie in CD del 1991 sono estremamente rare e nel mercato dei collezionisti possono valere anche fino a 200 dollari l'una.

### Ristampa "Deluxe Edition"
Il 17 giugno del 2008, la Legacy Recordings ha pubblicato l'album in edizione speciale su doppio CD in occasione del trentesimo anniversario della pubblicazione. Essa include materiale inedito proveniente dalle sessioni per Bambu.
In questa versione deluxe, è stata inclusa in due versioni anche la canzone Holy Man, che sarebbe dovuta entrare nell'album, ma che non venne mai terminata da Wilson. L'autore aveva completato la base strumentale del brano, ma non incise mai la traccia vocale. Per la ristampa Taylor Hawkins dei Foo Fighters si occupò di registrarne una versione vocale nello stile di Wilson, sotto la guida del produttore Gregg Jakobson.
Nonostante nel 1977 non si fosse piazzato nelle classifiche britanniche, la ristampa deluxe di Pacific Ocean Blue entrò in classifica in Gran Bretagna alla posizione numero 16, raggiungendo anche la posizione numero 5 in Norvegia. Di seguito, la ristampa rientrò nelle classifiche statunitensi alla posizione numero 8.

## Tracce
1. River Song (Dennis Wilson/Carl Wilson) - 3:44
2. What's Wrong (D. Wilson/Gregg Jakobson/Michael Horn) - 2:22
3. Moonshine (D. Wilson/Jakobson) - 2:27
4. Friday Night (D. Wilson/Jakobson) - 3:09
5. Dreamer (D. Wilson/Jakobson) - 4:22
6. Thoughts of You (D. Wilson/Jim Dutch) - 3:02
7. Time (D. Wilson/Karen Lamm-Wilson) - 3:31
8. You and I (D. Wilson/Lamm-Wilson/Jakobson) - 3:25
9. Pacific Ocean Blues (D. Wilson/Mike Love) - 2:39
10. Farewell My Friend (D. Wilson) - 2:26
11. Rainbows (D. Wilson/C. Wilson/Steve Kalinich) - 2:55
12. End of the Show (D. Wilson/Jakobson) - 2:55

## 30th Anniversary Edition

### Disc 1
1. River Song - 3:44
2. What's Wrong - 2:23
3. Moonshine - 2:27
4. Friday Night - 3:10
5. Dreamer - 4:23
6. Thoughts of You - 3:04
7. Time - 3:32
8. You and I - 3:25
9. Pacific Ocean Blues - 2:37
10. Farewell My Friend - 2:26
11. Rainbows - 2:48
12. End of the Show - 2:57
13. Tug of Love (Dennis Wilson/Gregg Jakobson) - 3:44
14. Only With You (D. Wilson/Mike Love) - 3:57
15. Holy Man [instrumental] (D. Wilson/Jakobson) - 4:24
16. Mexico (D. Wilson) - 5:31

### Disc 2:Bambu (The Caribou Sessions)
1. Under The Moonlight (Carli Munoz) - 3:55
2. It's Not Too Late (Carli Munoz) - 4:22
3. School Girl (Dennis Wilson/Gregg Jakobson) - 2:31
4. Love Remember Me (D. Wilson/Jakobson/Steve Kalinich) - 4:04
5. Love Surrounds Me (D. Wilson/Geoffrey Cushing-Murray) - 3:40
6. Wild Situation (D. Wilson/Jakobson) - 2:41
7. Common (D. Wilson) - 3:34
8. Are You Real (D. Wilson/Jakobson) - 3:38
9. He's a Bum (D. Wilson/Jakobson) - 2:50
10. Cocktails (D. Wilson/Jakobson/John Hanlon) - 3:00
11. I Love You (D. Wilson/Jakobson) - 2:02
12. Constant Companion (Munoz/Rags Baker) - 3:22
13. Time for Bed (D. Wilson/Jakobson) - 3:07
14. Album Tag Song (D. Wilson) - 3:45
15. All Alone (Munoz) - 3:44
16. Piano Variations on "Thoughts of You" (D. Wilson) - 3:03
17. Holy Man (Taylor Hawkins Version) (D. Wilson/Jakobson/Taylor Hawkins) - 4:25

## Formazione
- Dennis Wilson — Archi, batteria, tastiere, voce, produzione
- Carli Muñoz — Pianoforte, tastiere, sintetizzatore Moog, percussioni, produzione
- Carl Wilson — Chitarra solista, voce
- Bruce Johnston — Cori
- Hal Blaine — Batteria
- Chuck Domanico — Basso
- Ricky Fataar — Batteria
- John Hanlon — Chitarra, Ingegnere del suono
- Gregg Jakobson — Produzione
- James Jamerson — Basso
- Earle Mankey — Chitarra, Ingegnere del suono
- Dean Torrence — Cori
- Steven Moffitt — Ingegnere del suono capo
- Michael Andreas — Corno
- Lance Buller - corno
- Sterling Smith — Tastiere
- Tommy Smith — Batteria
- Dave Hessler — Basso
- Ed Carter — Basso, Chitarra
- Bobby Figueroa — Batteria
- Wayne Tweed — Basso
- Manolo Badrena — Percussioni
- Janice Hubbard — Corno
- Bill Lamb — Corno
- Charles McCarthy — Corno
- Stephen Moffitt — Ingegnere del suono
- Eddie Tuleja — Chitarra, voce
- Sid Sharp — Direzione quartetto d'archi
- Alexander Hamilton's Double Rock Baptist Choir